# جو فيرنون
جو فيرنون (بالإنجليزية: Joe Vernon)‏ هو لاعب كرة قاعدة أمريكي، ولد في 25 نوفمبر 1889 في مانسفيلد في الولايات المتحدة، وتوفي في 13 مارس 1955 في فيلادلفيا في الولايات المتحدة.

## وصلات خارجية
- جو فيرنون على موقعبيزبول رفرنس.كوم (الدوري الرئيسي) (الإنجليزية)